# The Great Crossover Potential
The Great Crossover Potential är ett samlingsalbum från 1998 med den isländska gruppen The Sugarcubes. Albumet innehåller låtar från gruppens tre studioalbum Life's Too Good, Here Today, Tomorrow Next Week! och Stick Around for Joy.

## Låtlista
| 1.           | Birthday (Från Life's Too Good)               | 3:59  |
| 2.           | Cold Sweat (Från Life's Too Good)             | 3:18  |
| 3.           | Mama (Från Life's Too Good)                   | 2:57  |
| 4.           | Motorcrash (Från Life's Too Good)             | 2:24  |
| 5.           | Deus (Från Life's Too Good)                   | 4:10  |
| 6.           | Regina (Från Here Today, Tomorrow Next Week!) | 4:07  |
| 7.           | Pump (Från Here Today, Tomorrow Next Week!)   | 4:25  |
| 8.           | Planet (Från Here Today, Tomorrow Next Week!) | 3:23  |
| 9.           | Water (Från Here Today, Tomorrow Next Week!)  | 3:03  |
| 10.          | Hit (Från Stick Around for Joy)               | 3:57  |
| 11.          | Vitamin (Från Stick Around for Joy)           | 3:43  |
| 12.          | Walkabout (Från Stick Around for Joy)         | 3:49  |
| 13.          | Gold (Från Stick Around for Joy)              | 3:40  |
| 14.          | Chihuahua (Från Stick Around for Joy)         | 3:29  |
| Total längd: | Total längd:                                  | 49:54 |